# Йохан Вис
Йохан Вис (на английски: Johann David Wyss) е швейцарски пастор реформатор, философ и писател (автор на произведения в жанра приключенски роман и философия), известен главно с книгата за деца „Швейцарското семейство Робинзон“.

## Биография и творчество
Йохан Давид Вис е роден на 28 май 1743 г. в Берн, Швейцария, в семейството на високопоставен офицер. Изучава теология и философия в Бернската академия и в Лозанската академия. От 1766 г. той е проповедник в Бернския полк в чужбина. През 1775 г. става пастор в Зеедорф и две години по-късно в Бернската катедрала. През 1803 г. се оттегля в имението си в Кьониц и се посвещава главно на овощарство и пчеларство.
В периода 1794 – 1798 г. пише за децата си книгата „Швейцарското семейство Робинзон“ модела на „Робинзон Крузо“ от Даниел Дефо. В книгата представя историята на семейство, като неговото, което претърпява корабокрушение на тропически остров. Чрез думите на героите той иска да научи четирите си сина на морала и ценностите на семейния живот. През 1812 г. синът му Йохан Рудолф Вис (професор в Академията в Берн и един от авторите на химна на Швейцария) редактира и публикува книгата, а другият му син Йохан Емануел Вис я илюстрира. Тя става бестселър, преведена е на английски и френски през 1814 г. Много от изданията ѝ са адаптирани, като се пропускат религиозните пасажи и се набляга на информацията, свързана с природните особености на необитаемия остров.
Въз основа на романа на Йохан Вис писателят Жул Верн пише романите си „Училище за робинзоновци“ (1882) и „Второ отечество“ (1900), като вторият е продължение на книгата на Вис.
Йохан Вис умира на 11 януари 1818 г. в Берн.

## Произведения
- Der Schweizerische Robinson (1794-1798, публ. 1812)
Швейцарското семейство Робинзон, изд.: ИК „Пан“, София (2001), прев. Юлиана Димитрова

### Екранизации по романа „Швейцарското семейство Робинзон“
- 1925 Perils of the Wild
- 1940 Swiss Family Robinson
- 1958 Swiss Family Robinson
- 1960 Swiss Family Robinson
- 1973 The Swiss Family Robinson
- 1975 The Swiss Family Robinson
- 1974-1976 Swiss Family Robinson – ТВ сериал, 26 епизода
- 1996 Swiss Family Robinson
- 1997 Beverly Hills Family Robinson
- 1998 Семейство Робинзон
- 2000 Swiss Family Robinson: Lost in the Jungle
- 2002 Stranded